# Klonoa 2: Lunatea's Veil
Klonoa 2: Lunatea's Veil es un videojuego lanzado por Namco en el 2001 exclusivamente para PlayStation 2. Es secuela del juego de 1997, Klonoa: Door to Phantomile. Estaba previsto que este juego también estuviese para Nintendo GameCube, pero fue cancelado por razones desconocidas.
El juego nos coloca a los jugadores en el papel de Klonoa, que, junto a un nuevo grupo de amigos, ha tropezado en otra aventura, esta vez para salvar el mundo de Lunatea y ayudar a desvelar los misterios de ese mundo encantado.

## Modo de juego
El modo de juego de Klonoa 2 es comparable con la de su predecesor Klonoa: Door to Phantomile, que consiste en superar los niveles o "visiones" de cada mundo. La mayor parte del juego, se limita a un desplazamiento lateral en 2D, con algunos efectos de rotación en 3D. En muchos de los niveles, el objetivo es llegar a la meta que está al final del nivel, mediante la utilización de los enemigos o resolviendo puzles. Klonoa tiene una cantidad limitada de salud en forma de corazones, que se reduce cuando entra en contacto con los enemigos y/o obstáculos.
En cada nivel, hay una serie de artículos que Klonoa debe recoger. Por ejemplo, los corazones que recargan la salud de Klonoa y los relojes de alarma, que sirven como un puesto de control en caso de que el jugador pierda una vida. Además, en cada nivel, hay esparcidos por lo menos 150 "Piedras de Sueños". También en los niveles hay 6 "Piedras Lunares" y dentro hay encerrada una muñeca "Mommet", utilizada para desbloquear otras características del juego.